# Lương Hòa A
Lương Hòa A là một xã cũ thuộc huyện Châu Thành, tỉnh Trà Vinh, Việt Nam.

## Địa lý
Xã Lương Hoà A có vị trí địa lý:
- Phía đông giáp xã Đa Lộc
- Phía tây giáp xã Lương Hòa và xã Song Lộc
- Phía nam giáp xã Thanh Mỹ và huyện Tiểu Cần
- Phía bắc giáp thành phố Trà Vinh.

Xã Lương Hòa A có diện tích 23,49 km², dân số năm 2019 là 9.524 người, mật độ dân số đạt 405 người/km².

## Hành chính
Xã Lương Hòa A được chia thành 7 ấp: Chà Dư, Đại Tèn, Hòa Lạc A, Hòa Lạc B, Hòa Lạc C, Ô Bắp, Tân Ngại.

## Lịch sử
Ngày 10 tháng 12 năm 2003, Chính phủ Việt Nam ban hành Nghị định số số 157/2003/NĐ-CP về việc thành lập xã Lương Hoà A thuộc huyện Châu Thành trên cơ sở điều chỉnh 2.348,77 ha diện tích tự nhiên và 8.557 nhân khẩu của xã Lương Hoà.